# الكسندر مولر (سياسي)
الكسندر مولر (بالنرويجية البوكمول: Alexander Møller)‏ هو طبيب وسياسي نرويجي، ولد في 24 أبريل 1762 في النرويج، وتوفي في 28 ديسمبر 1847 في نفس البلد. انتخب عضو برلمان النرويج ‏.